# Gilde (Müden)
Gilde ist ein Ortsteil der Gemeinde Müden (Aller) (Samtgemeinde Meinersen) im niedersächsischen Landkreis Gifhorn.

## Geschichte
Gilde wurde erstmals 1260 in einem Lehnsregister als Gilethe erwähnt. Die reichsfreien Edelherren von Meinersen verkauften 1260 ihre Eigengüter (bona nostra) mit jeglichem Zubehör an das Kloster Riddagshausen.
Im Jahre 1315 wurde Gilde in einer Urkunde als Gelide erwähnt, mit der der Ritter Baldewin von Wenden damals den Hof Gelide dem Kloster Riddagshausen übereignet hat.
2014 wurde die Stromversorgung von Gilde von Freileitung auf Erdkabel umgestellt und die Transformatorenstation außer Betrieb genommen, seitdem dient diese als Nisthilfe für verschiedene Vogel- und Insektenarten.

## Geografie und Verkehrsanbindung
Der Ort liegt südöstlich des Kernortes Müden. Die Aller fließt unweit nördlich und östlich. Das 9,2 ha große Naturschutzgebiet „Gilder Meerbergsmoor“ liegt südlich des Ortes, südöstlich liegen die Naturschutzgebiete „Viehmoor“ und „Fahle Heide, Gifhorner Heide“.
Die B 188 verläuft südlich und die B 4 verläuft östlich. Eine Buslinie führt von Gilde nach Flettmar und Gifhorn.